# Ella and Oscar
Ella and Oscar è il quarantatreesimo album della cantante jazz Ella Fitzgerald, pubblicato dalla Pablo Records nel 1975.
L'album vede la cantante accompagnata dal pianoforte di Oscar Peterson.

## Tracce
Lato A
1. Mean to Me (Fred E. Ahlert, Roy Turk) – 3:30
2. How Long Has This Been Going On? (George Gershwin, Ira Gershwin) – 4:59
3. When Your Lover Has Gone (Einar Aaron Swan) – 4:58
4. More Than You Know (Edward Eliscu, Billy Rose, Vincent Youmans) – 4:37

Lato B
1. There's a Lull in My Life (Mack Gordon, Harry Revel) – 4:58
2. Midnight Sun (Sonny Burke, Lionel Hampton, Johnny Mercer) – 3:40
3. I Hear Music (Burton Lane, Frank Loesser) – 5:12
4. Street of Dreams (Sam M. Lewis, Victor Young) – 4:08
5. April in Paris (Vernon Duke, Yip Harburg) – 8:37